# (3337) Miloš
(3337) Miloš es un asteroide perteneciente al cinturón de asteroides, descubierto el 26 de octubre de 1971 por Luboš Kohoutek desde el Observatorio de Hamburgo-Bergedorf, Hamburgo, Alemania.

## Designación y nombre
Designado provisionalmente como 1971 UG1. Fue nombrado Miloš en honor al astrónomo checo Miloš Tichý.